# German Juniors 2017
Das German Juniors 2017 im Badminton fand vom 9. bis zum 12. März 2017 in Berlin statt. Es war die 34. Austragung dieses bedeutendsten internationalen Badminton-Juniorenwettkampfs in Deutschland.

## Sieger und Platzierte
| Disziplin    | Gold                          | Silber                           | Bronze                                      |
| ------------ | ----------------------------- | -------------------------------- | ------------------------------------------- |
| Herreneinzel | Lee Chia-hao                  | Lakshya Sen                      | Chen Chi-ting                               |
| Herreneinzel | Lee Chia-hao                  | Lakshya Sen                      | Takuma Obayashi                             |
| Dameneinzel  | Hirari Mizui                  | Yeo Jia Min                      | Pattarasuda Chaiwan                         |
| Dameneinzel  | Hirari Mizui                  | Yeo Jia Min                      | Asuka Takahashi                             |
| Herrendoppel | Mahiro Kaneko Yunosuke Kubota | Hikaru Minegishi Takuma Obayashi | Chen Chi-ting Chen Shiau-cheng              |
| Herrendoppel | Mahiro Kaneko Yunosuke Kubota | Hikaru Minegishi Takuma Obayashi | Su Li-wei Ye Hong-wei                       |
| Damendoppel  | Kim Min-ji Seong Ah-yeong     | Rin Iwanaga Natsu Saito          | Agatha Imanuela Siti Fadia Silva Ramadhanti |
| Damendoppel  | Kim Min-ji Seong Ah-yeong     | Rin Iwanaga Natsu Saito          | Li Zi-qing Teng Chun-hsun                   |
| Mixed        | Chang Yee Jun Pearly Tan      | Yunosuke Kubota Rin Iwanaga      | Mahiro Kaneko Natsu Saito                   |
| Mixed        | Chang Yee Jun Pearly Tan      | Yunosuke Kubota Rin Iwanaga      | Lee Sang-min Park Ga-eun                    |